# Disa flexuosa
Disa flexuosa är en orkidéart som först beskrevs av Carl von Linné, och fick sitt nu gällande namn av Olof Swartz. Disa flexuosa ingår i släktet Disa och familjen orkidéer. Inga underarter finns listade i Catalogue of Life.